# Cierniki
Cierniki – osada  w Polsce położona w województwie pomorskim, w powiecie człuchowskim, w gminie Rzeczenica. 
Osada śródleśna, położona na południe od drogi krajowej 25 wchodzi w skład sołectwa Międzybórz.
W latach 1975–1998 miejscowość administracyjnie należała do województwa słupskiego.